# Bernard Chabert
Bernard Chabert († 30. November oder 1./2. Dezember 1235) war von 1205 bis 1212/13 Bischof von Genf und anschließend bis 1235 Erzbischof von Embrun.

## Leben
Bernard ist 1205 als Kanzler der Kirche von Paris belegt. Er wurde im Jahre 1205 Bischof von Genf. Es gelang ihm die Bedrohung der Rechte des Bistums durch Thomas I. von Savoyen im Jahre 1221 durch seine Intervention zu verhindern. Er unterhielt gute Beziehungen zu Papst Innozenz III., der ihn 1212/13 zum Erzbischof von Embrun ernannte. Dort förderte er die Niederlassung der Franziskaner.